# Pegomya oligochaita
Pegomya oligochaita är en tvåvingeart som beskrevs av Deng och Li 1988. Pegomya oligochaita ingår i släktet Pegomya och familjen blomsterflugor. Inga underarter finns listade i Catalogue of Life.